# Maní (Yucatán)
Maní ist ein Dorf mit etwa 4000 Einwohnern im Bundesstaat Yucatán in Mexiko. Maní ist der Verwaltungssitz des gleichnamigen Municipio. Seit dem Jahr 2020 ist der Ort als Pueblo Mágico eingestuft.

## Lage und Klima
Maní befindet sich etwa im Zentrum der Halbinsel Yucatán gut 90 km (Fahrtstrecke) südöstlich der Hauptstadt Mérida und ca. 44 km östlich der archäologischen Stätte von Uxmal in einer Höhe von ca. 25 m. Das Klima ist überwiegend trocken und warm; Regen (ca. 1500 mm/Jahr) fällt nahezu ausschließlich im Sommerhalbjahr.

## Bevölkerung
| Jahr      | 2000 | 2010 | 2020 |
| Einwohner | 3744 | 4146 | 4715 |

Die meisten Einwohner des Dorfes sind indigener Abstammung. Gesprochen wird meist der regionale Maya-Dialekt, aber auch Spanisch wird verstanden.

## Wirtschaft
In der Umgebung von Maní werden hauptsächlich Sisal-Agaven sowie Mais, Gemüse und Obst angebaut; daneben wird Viehzucht betrieben. Im Ort selbst werden Hängematten (hamacas) gefertigt.

## Geschichte
Funde legen nahe, dass Maní während der letzten 4000 Jahre ständig besiedelt war. Während der Postklassik war Maní der Sitz der Maya-Dynastie Tutul Xiu. Die Xiu waren seit dem von ihnen initiierten Fall von Ich Paa (1441) das mächtigste Geschlecht unter den Mayafürsten und herrschten über eine der größten Jurisdiktionen auf Yucatán. Dies machte Maní zu einer der bedeutendsten Städte Yucatáns; bereits im 16. Jahrhundert lebten dort etwa 4500 Menschen. In Maní befand sich zudem ein religiöses Zentrum zu Ehren der Gottheit Kukulcan, wo unter anderem jährlich der Fall von Ich Paa gefeiert wurde.
Nach Ankunft der Spanier verbündete sich Xiu von Maní im Jahr 1542 mit ihnen und half ihnen bei der Eroberung Yucatáns. Am 12. Juli 1562 fand auf Veranlassung des damaligen Provinzials des Franziskanerordens von Yucatán, Diego de Landa, der auch das Amt des Inquisitors ausübte, vor dem Kloster San Miguel Arcángel ein Autodafé statt, bei dem sämtliche Codices und Göttersymbole der Maya verbrannt wurden, derer man habhaft werden konnte. Das geschah mit der Begründung, sie würden nur „Lügen vom Teufel“ enthalten. Die Folge dieser und anschließender Aktionen war, dass von dem umfangreichen Schrifttum der Mayas heute nur noch vier Codices erhalten sind.

## Sehenswürdigkeiten
- In der Ortsmitte befindet sich das ehemalige Franziskanerkloster San Miguel Arcángel, welches im Jahr 1549 gegründet wurde. Es wurde mit Steinen präkolumbischer Mayabauten errichtet und hat eine Capilla abierta auf der Nordseite der von zwei seitlichen Glockengiebeln (espadañas) überhöhten Kirchenfassade. Davor erstreckt sich eine riesige Hoffäche. Das einschiffige Innere der Kirche beherbergt drei barocke Schnitzaltäre mit Heiligenfiguren und Bildern; das Gewölbe der Apsis ist mit Fresken aus der späten Kolonialzeit geschmückt.[3]

Umgebung
- Zur Gemeinde von Maní gehört auch das nur etwa 8 km nordöstlich gelegene Dorf Tipikal mit einer kolonialzeitlichen Kirche aus dem Jahr 1751.

## Feste
- Vom 15. bis zum 24. August jedes Jahres wird ein Fest zu Mariä Himmelfahrt von den Einwohnern organisiert.
- Am 3. Januar finden Feierlichkeiten zu Ehren der Jungfrau von Candelaria statt.